# アイ・シャル・ビー・リリースト
「アイ・シャル・ビー・リリースト」（I Shall Be Released）は、ボブ・ディランが作詞作曲した楽曲。ザ・バンドのバージョンが最もよく知られ、以後多くのミュージシャンにカバーされた。

## ザ・バンドのバージョン
後述するようにザ・バンドは1967年6月から10月にかけてボブ・ディランとともにウッドストックで多くの楽曲の録音を行い、その際「アイ・シャル・ビー・リリースト」も録音された。翌1968年、ザ・バンドはファースト・アルバム用に本作品をレコーディング。同年7月1日発売の『ミュージック・フロム・ビッグ・ピンク』に収録された。また、8月8日にシングルカットされた「ザ・ウェイト」のB面に収録された。
リチャード・マニュエルのファルセットを効果的に使ったボーカルが名唱とされ、むしろザ・バンドの代表作としてのイメージを強めることになった。1974年のディランとバンドのツアー・ライブ『偉大なる復活』でもザ・バンドのみで歌唱演奏したバージョンが収録されている。
1976年のザ・バンドの解散ライブ『ラスト・ワルツ』のバージョンは、ディランとマニュエルのリード・ボーカルに、参加者全員のコーラスが加わってフィナーレを飾った。

## ボブ・ディランのバージョン
オリジナル・バージョンは、ディランが交通事故で重傷を負って休養していた1967年、ニューヨーク州アルスター郡のウッドストックの「ビッグ・ピンク」と呼ばれる家の地下室で、後に『地下室 (ザ・ベースメント・テープス)』に収録された諸作とともに、ザ・ホークス（後のザ・バンド）の伴奏によってレコーディングされた。だがこのバージョンは長らく海賊版でしか聴くことができず、1991年の『ブートレッグ・シリーズ第1〜3集』でようやく公式にリリースされた。
ディランの公式バージョンの中で最も早くリリースされたのは、1971年の『グレーテスト・ヒット第2集 (アルバム)』に収録されたものである。同年9月に行われたハッピー・トラウムとのセッションで録音された。アコースティックギターによる弾き語りで、全三連のうち第一連が歌われていない。日本ではシングルカットされた。
その後、『武道館』や『ローリング・サンダー・レヴュー』などのライブ盤にも収録されている。

## その他のバージョン
ジョーン・バエズは1968年、ディランの曲を集めた『Any Day Now (Songs of Bob Dylan)』での中でカヴァーした。このアルバム・タイトルも同曲から借用したものである。コンサートで歌うことも多く、1975年のローリング・サンダー・レヴューではディランとデュエットで歌っている（『ローリング・サンダー・レヴュー』収録）。
その他、ピーター・ポール&マリー、ジョー・コッカー、ベット・ミドラー、ザ・ホリーズ、ニーナ・シモン、リッキー・ネルソン、ヤングブラッズ、クリッシー・ハインド、ポール・ウェラー、ミリアム・マケバ、トム・ロビンソン・バンドなどがカヴァーしている。
日本では、山内テツ・成田賢・瀬川洋等によるLP『フレンズ』の中でカヴァーされている。またザ・ディランIIが「男らしいってわかるかい」という邦題の日本語詞をつけたカヴァーで話題になった。友部正人、岡林信康、忌野清志郎(RCサクセション)も意訳した日本語詞によるカヴァーを発表している。
西城秀樹 : 1977年11月20日 NHK『ビッグショー』1978年『BIG GAME'78 HIDEKI』1981年『BIG GAME'81 HIDEKI』にてカバー。